# メキノール
メキノール(INN: Mequinol)、または4-メトキシフェノール(IUPAC:4-Methoxyphenol)は、皮膚科学や有機化学で用いられるフェノールである。

## 利用

### 皮膚科学
メキノールは、しばしばトレチノイン等と混合され、皮膚の色素脱失のための外用薬の有効成分として用いられる。この薬剤の一般的な剤形は、質量比で2%メキノール、0.01%トレチノインのエタノール溶液である。肝斑等の治療に効果があると言われる。
より少量のメキノールをQスイッチレーザーと組み合わせて、播腫性突発性尋常性白斑の患者の色素脱失に用いられる。

### 有機化学
有機化学においては、アクリル酸やスチレン等のモノマーのラジカル重合の防止に用いられる。

## 合成
メキノールは、1,4-ベンゾキノンとメタノールからフリーラジカル反応により形成される。